# Tour del Porvenir 1981
La 19.ª edición del Tour del Porvenir (nombre oficial en francés: Tour de l'Avenir) fue una carrera de ciclismo en ruta por etapas que se celebró entre el 8 y el 21 de septiembre de 1981 en Francia con inicio en la ciudad de Saint-Etienne y final en la estación de esquí de Avoriaz sobre una distancia total de 1511 kilómetros.
La carrera fue ganada por el ciclista francés Pascal Simon del equipo Peugeot-Esso-Michelin. El podio lo completaron el ciclista Serguéi Sujoruchenkov de selección nacional de la Unión Soviética y José Patrocinio Jiménez de selección nacional de Colombia.

## Equipos participantes
A partir de la edición de 1981 se permitió la participación de equipos profesionales. Tomaron parte en la carrera 16 equipos de los cuales 8 fueron selecciones nacionales amateur y 8 equipos profesionales:
| Equipos profesionales (8) - Eurobouw-Rossin - Italia - La Redoute-Motobécane - Miko-Mercier-Vivagel - Peugeot-Esso-Michelin - Puch-Wolber - Renault-Elf-Gitane - Sem-France Loire-Campagnolo Equipos nacionales amateur (8) - Colombia - Checoslovaquia - Francia - México - Portugal - Suiza - Unión Soviética - Venezuela |  |
| |  |

## Etapas
| Etapa         | Fecha     | Recorrido                                       | Distancia (km) | Ganador                 | Líder              |
| ------------- | --------- | ----------------------------------------------- | -------------- | ----------------------- | ------------------ |
| Prólogo       | 8 de sep  | Saint-Etienne – Saint-Etienne                   | 5              | Pascal Poisson          | Pascal Poisson     |
| 1.ª etapa     | 9 de sep  | Saint-Etienne – Saint-Etienne                   | 168            | Ladislav Ferebauer      | Pascal Poisson     |
| 2.ª etapa, p1 | 10 de sep | Saint-Etienne – Villefranche-sur-Saône          | 102            | Gérard Kerbrat          | Ladislav Ferebauer |
| 3.ª etapa, p2 | 10 de sep | Villefranche-sur-Saône – Villefranche-sur-Saône | 21,5           | Suiza                   | Stephen Roche      |
| 4.ª etapa     | 11 de sep | Villié-Morgon – Chalon-sur-Saone                | 196            | Serge Krivotjev         | Pascal Simon       |
| 5.ª etapa     | 12 de sep | Chalon-sur-Saone – Saint-Trivier-sur-Moignans   | 132            | Régis Ovion             | Pascal Simon       |
| 6.ª etapa     | 13 de sep | Champagne-en-Valromey – Belley                  | 55             | Patrick Bonnet          | Pascal Simon       |
| 7.ª etapa     | 13 de sep | Belley – Voreppe                                | 80             | Gérard Kerbrat          | Pascal Simon       |
| 8.ª etapa     | 14 de sep | Voreppe – La Ruchère-en-Chartreuse              | 126,5          | Patrick Bonnet          | Pascal Simon       |
| 9.ª etapa     | 16 de sep | Saint-Laurent-du-Pont – Saint-Laurent-du-Pont   | 21,5           | Stephen Roche           | Pascal Simon       |
| 10.ª etapa    | 17 de sep | Saint-Pierre-d'Entremont – Saint-Gervais        | 124,5          | José Patrocinio Jiménez | Pascal Simon       |
| 11.ª etapa    | 18 de sep | Saint-Gervais – Divonne-les-Bains               | 153            | Aleksander Vedernikov   | Pascal Simon       |
| 12.ª etapa    | 19 de sep | Morzine – Saint-Julien-en-Genevois              | 144            | Gilbert Glaus           | Pascal Simon       |
| 13.ª etapa    | 20 de sep | Saint-Julien-en-Genevois – Morzine              | 153,5          | Pascal Simon            | Pascal Simon       |
| 14.ª etapa    | 21 de sep | Morzine – Avoriaz                               | 13,6           | Pascal Simon            | Pascal Simon       |

## Clasificaciones finales
Las clasificaciones finalizaron de la siguiente forma:

### Clasificación general
| Clasificación general |                         |                             |                  |
| Ciclista              | Ciclista                | Equipo                      | Tiempo           |
| --------------------- | ----------------------- | --------------------------- | ---------------- |
| 1.º                   | Pascal Simon            | Peugeot-Esso-Michelin       | 39 h 28 min 11 s |
| 2.º                   | Serguéi Sujoruchenkov   | Unión Soviética             | + 7 min 41 s     |
| 3.º                   | José Patrocinio Jiménez | Colombia                    | + 9 min 00 s     |
| 4.º                   | Serguei Morozov         | Unión Soviética             | + 11 min 34 s    |
| 5.º                   | Bernard Gavillet        | Suiza                       | + 11 min 54 s    |
| 6.º                   | Stephen Roche           | Peugeot-Esso-Michelin       | + 12 min 28 s    |
| 7.º                   | Samuel Cabrera          | Colombia                    | + 14 min 08 s    |
| 8.º                   | Daniel Müller           | Sem-France Loire-Campagnolo | + 14 min 54 s    |
| 9.º                   | Rafael Acevedo          | Colombia                    | + 15 min 22 s    |
| 10.º                  | Hubert Seiz             | Suiza                       | + 15 min 46 s    |

### Clasificación por puntos
| Clasificación por puntos |                |                       |        |
| Ciclista                 | Ciclista       | Equipo                | Puntos |
| ------------------------ | -------------- | --------------------- | ------ |
| 1.º                      | Patrick Bonnet | Renault-Elf-Gitane    |        |
| 2.º                      | Pascal Simon   | Peugeot-Esso-Michelin |        |
| 3.º                      | Jiri Skoda     | Checoslovaquia        |        |

### Clasificación de la montaña
| Clasificación de la montaña |                         |                    |        |
| Ciclista                    | Ciclista                | Equipo             | Puntos |
| --------------------------- | ----------------------- | ------------------ | ------ |
| 1.º                         | José Patrocinio Jiménez | Colombia           |        |
| 2.º                         | Jean-Paul Le Bris       | Renault-Elf-Gitane |        |
| 3.º                         | Serguei Morozov         | Unión Soviética    |        |

### Clasificación por equipos
| Clasificación por equipos |                       |        |
| Equipo                    | Equipo                | Tiempo |
| ------------------------- | --------------------- | ------ |
| 1.º                       | Unión Soviética       |        |
| 2.º                       | Peugeot-Esso-Michelin |        |
| 3.º                       | Colombia              |        |